# Российские чемпионы мира по боксу
Список всех российских чемпионов мира по боксу в профессиональном спорте.

## Профессиональный бокс

### Чемпионы мира
| №                     | Стал чемпионом         | Имя                          | Весовая категория                | Чемп.боёв поб-пор-нич | Место рождения         | Национальность    | Титулы |
| --------------------- | ---------------------- | ---------------------------- | -------------------------------- | --------------------- | ---------------------- | ----------------- | --- |
| 1                     | 23 июня 1992 года      | Юрий Арбачаков (23-1)        | Наилегчайшая (до 50,8 кг)        | 10-1                  | РСФСР, Усть-Кезес      | Шорец             | WBC 1992-1997 |
| 2                     | 28 января 1995 года    | Костя Цзю (31-2)             | Первая полусредняя (до 63,5 кг)  | 14-2-0-1*             | РСФСР, Серов           | Русский/Кореец    | IBF 1995-1997, 2001-2005, WBC 1999-2004, WBA super 2001-2004, The Ring 2001-2005                                    |
| 3                     | 16 мая 1998 года       | Анатолий Александров (37-6)  | Вторая полулёгкая (до 59,0 кг)   | 2-2                   | РСФСР, Шахтинск        | Русский           | WBO 1998-1999 |
| 4                     | 25 мая 1998 года       | Ахмед Котиев (37-2)          | Полусредняя (до 66,7 кг)         | 4-1                   | РСФСР, Владикавказ     | Ингуш             | WBO 1998-2000 |
| 5                     | 14 июля 2005 года      | Роман Кармазин (40-5-2)      | Первая средняя (до 69,9 кг)      | 1-1-1                 | РСФСР, Кузнецк         | Русский           | IBF 2005-2006 |
| 6                     | 17 декабря 2005 года   | Николай Валуев (50-2)        | Тяжёлая (выше 90,7 кг)           | 6-2                   | РСФСР, Ленинград       | Русский           | WBA 2005-2007, 2008-2009                                                                                            |
| 7                     | 12 августа 2006 года   | Олег Маскаев (39-7)          | Тяжёлая (выше 90,7 кг)           | 2-1                   | Казахская ССР, Абай    | Русский/Мокша     | WBC 2006-2008 |
| 8                     | 2 июня 2007 года       | Султан Ибрагимов (22-1-1)    | Тяжёлая (выше 90,7 кг)           | 2-1                   | РСФСР, Тлярта          | Аварец            | WBO 2007-2008 |
| 9                     | 13 октября 2007 года   | Дмитрий Кириллов (31-7-1)    | Вторая наилегчайшая (до 52,2 кг) | 1-1-3                 | РСФСР, Ленинград       | Русский           | WBC 2007-2008 |
| 10                    | 29 сентября 2008 года  | Денис Инкин (34-1)           | Вторая средняя (до 76,2 кг)      | 1-1                   | РСФСР, Новосибирск     | Русский           | WBO 2008-2009 |
| 11                    | 31 июля 2010 года      | Дмитрий Пирог (20-0)         | Средняя (до 72,6 кг)             | 4-0                   | РСФСР, Темрюк          | Русский           | WBO 2010-2012 |
| 12                    | 5 октября 2011 года*   | Заурбек Байсангуров (29-1)   | Первая средняя (до 69,9 кг)      | 2-0                   | РСФСР, Ачхой-Мартан    | Чеченец           | WBO 2012-2013 |
| 13                    | 13 октября 2012 года*  | Денис Лебедев (32-3)         | Первая тяжёлая (до 90,7 кг)      | 6-2                   | РСФСР, Старый Оскол    | Русский           | WBA 2012-2018 IBF 2016                                                                                              |
| 14                    | 1 марта 2013 года      | Евгений Градович (23-2-1)    | Полулёгкая (до 57,2 кг)          | 4-1-1                 | РСФСР, Игрим           | Русский           | IBF 2013-2015 |
| 15                    | 17 августа 2013 года   | Сергей Ковалёв (34-4-1)      | Полутяжёлая (до 79,4 кг)         | 13-4                  | РСФСР, Копейск         | Русский           | WBO 2013-2016, 2017-2018, 2019, WBA (super) 2014-2016, IBF 2014-2016                                                |
| 16                    | 19 октября 2013 года   | Руслан Проводников (25-5)    | Первая полусредняя (до 63,5 кг)  | 1-2                   | РСФСР, Берёзово        | Русский/Манси     | WBO 2013-2014 |
| 17                    | 29 сентября 2014 года  | Григорий Дрозд (40-1)        | Первая тяжёлая (до 90,7 кг)      | 2-0                   | РСФСР, Прокопьевск     | Русский           | WBC 2014-2016 |
| 18                    | 9 мая 2015 года*       | Фёдор Чудинов (26-3-1)       | Вторая средняя (до 76,4 кг)      | 2-2                   | РСФСР, Братск          | Русский           | WBA 2015-2016 |
| 19                    | 14 ноября 2015 года    | Эдуард Трояновский (30-3)    | Первая полусредняя (до 63,5 кг)  | 3-2                   | РСФСР, Омск            | Русский           | IBF 2015-2016 |
| 20                    | 3 декабря 2016 года    | Мурат Гассиев (30-2)         | Первая тяжёлая (до 90,7 кг)      | 3-1                   | Россия, Владикавказ    | Осетин            | WBA (super) 2018, IBF 2016-2018                                                                                     |
| 21                    | 23 сентября 2017 года* | Дмитрий Бивол (24-1)         | Полутяжёлая (до 79,4 кг)         | 13-1*                 | Киргизская ССР, Токмак | Молдованин/Кореец | WBA 2017-2024, 2025-н.в., IBF 2025-н.в., WBC 2025-н.в., WBO 2025-н.в., IBO 2023-2024, 2025-н.в., The Ring 2025-н.в. |
| 22                    | 4 ноября 2017 года     | Сергей Липинец (18-3-1)      | Первая полусредняя (до 63,5 кг)  | 1-1                   | Казахская ССР, Мартук  | Русский/Казах     | IBF 2017-2018 |
| 23                    | 11 ноября 2017 года    | Артур Бетербиев (21-1)       | Полутяжёлая (до 79,4 кг)         | 10-1                  | РСФСР, Хасавюрт        | Чеченец           | IBF 2017-2025, WBC 2019-2025, WBO 2022-2025, WBA 2024-2025, IBO 2024-2025, The Ring 2024-2025                       |
| 24                    | 6 апреля 2024 года     | Бахрам Муртазалиев (23-0)    | Первая средняя (до 69,9 кг)      | 2-0                   | Россия, Грозный        | Чеченец           | IBF 2024-н.в. |
| Чемпионы среди женщин |                        |                              |                                  |                       |                        |                   | |
| 1                     | 29 октября 2005 года   | Наталья Рагозина (22-0)      | (выше 90,7 кг) (до 76,2 кг)      | 14-0                  | Казахская ССР, Абай    | Русская           | IBF 2005-2009, WBA 2007-2009, WBC 2008-2009 IBF 2009-2010                                                           |
| 2                     | 29 октября 2005 года   | Анастасия Токтаулова (14-12) |                                  | 1-5                   | РСФСР, Йошкар-Ола      | Русская           | IBF 2005-2007 |

| Избран в зал славы бокса | Завершил карьеру | Действующий боксёр | Действующий чемпион |

- Цзю также в 1998 году завоевал титул временного чемпиона мира по версии WBC
- Байсангуров был повышен со статуса временного чемпиона мира
- Лебедев был повышен со статуса временного чемпиона мира, за который провёл два поединка. Также один поединок за полноценный титул признан несостоявшимся.
- Фёдор Чудинов в период с декабря 2014 года по май 2015 года также владел титулом временного чемпиона мира.
- Бивол 21 мая 2016 года завоевал титул временного чемпиона мира, провёл две успешные защиты, а затем был повышен до статуса регулярного чемпиона мира, провёл за него 5 победных боёв, и был повышен до статуса полноценного чемпиона мира, и провёл 7 победных поединков.

### Временные чемпионы мира и чемпионы мира по второстепенным версиям
| № | Стал чемпионом        | Имя                         | Весовая категория               | Чемп.боёв поб-пор-нич | Место рождения       | Национальность | Титулы                                          |
| - | --------------------- | --------------------------- | ------------------------------- | --------------------- | -------------------- | -------------- | ----------------------------------------------- |
| 1 | 27 августа 2011 года  | Александр Поветкин (36-3-1) | Тяжёлая (выше 90,7 кг)          | 6-3*                  | РСФСР, Курск         | Русский        | WBA (regular) 2011-2013 WBC (interim) 2020-2021 |
| 2 | 18 сентября 2012 года | Александр Бахтин (31-0)     | Вторая легчайшая (до 55,3 кг)   | 1-0                   | РСФСР, Краснокаменск | Бурят          | IBO 2012                                        |
| 3 | 30 ноября 2012 года   | Хабиб Аллахвердиев (19-2)   | Первая полусредняя (до 63,5 кг) | 2-2                   | РСФСР, Куруш         | Лезгин         | WBA (regular) 2012-2014                         |
| 4 | 21 декабря 2013 года  | Дмитрий Чудинов* (21-7)     | Средняя (до 72,6 кг)            | 3-1                   | РСФСР, Братск        | Русский        | WBA (interim) 2013-2015                         |
| 5 | 7 ноября 2017 года    | Давид Аванесян* (30-5-1)    | Полусредняя (до 66,7 кг)        | 1-3                   | РСФСР, Табынское     | Армянин        | WBA (regular) 2017                              |
| 6 | 30 октября 2021 года  | Раджаб Бутаев (15-1)        | Полусредняя (до 66,7 кг)        | 1-1                   | Россия, Сальск       | Аварец         | WBA (regular) 2021-2022                         |
| 7 | 30 октября 2021 года  | Муслим Гаджимагомедов (6-0) | Бриджервейт (до 101,6 кг)       | 2-0                   | Россия, Нитилсух     | Аварец         | WBA* 2024-н.в.                                  |

- Поветкин провёл 5 победных поединков за второстепенный титул WBA (regular), 2 поединка за полноценные титулы чемпиона мира проиграл, и за титул временного чемпиона WBC провёл 2 боя — 1 победа и 1 поражение
- Гаджимагомедов является полноценным чемпионом в бриджервейте по версии WBA, но данная весовая категория не признана ни международным залом славы бокса, ни всей большой четвёркой боксёрских организаций (признана WBC и WBA, но не признана WBO и IBF), ни порталами The Ring и Boxrec.